# Białogard
Białogard (udtale: [bjaˈwɔɡart]; tysk: Belgard [ˈbɛlɡaʁt]) er en by i den nordlige del af voivodskabet Vestpommern i den nordvestlige del af Polen. Byen har 23.142(2021) indbyggere og et areal på 	25,73 km², og er en del af powiatet Białogard.

## Historie
Ifølge arkæologer blev Białogard-højborgen bygget i forgreningen af floderne Parsęta og Leśnica så tidligt som i det 8. århundrede. I det 10. århundrede var det et vigtigt centrum for international handel i krydsfeltet mellem to vigtige handelsruter: en nord-syd "saltruten" fra Kołobrzeg til Poznań og Storpolen, og den vest-østlige Pommerns rute fra Szczecin til Gdańsk.
Pommern var beboet af adskillige stammer, der tilsammen er kendt som pomoranere, og Białogard var sandsynligvis centrum for en af dem. I det 10. århundrede blev Pommern erobret af den polske hertug Mieszko 1. og inkluderet i den nye polske stat. Hans søn, hertug Bolesław den Modige etablerede et bispesæde i nærliggende Kołobrzeg i 1000 og introducerede kristendommen.
Białogard nævnes første gang i Gallus Anonymous krønike som en rig og folkerig borg midt i Pommern, en berømt kongeby kaldet hvid (Alba Regia). Denne by blev erobret af Bolesław 3. Krzywousty i 1107. På invitation af Bolesław III Wrymouth og hans vasal Wartisław 1. hertug af Pommern kom biskop Otto af Bamberg med en mission til Pommern i 1124; Białogard var et af de steder, han besøgte. I det 12. århundrede var Białogard sæde for en regional guvernør (kastellan).